# 奥村貢
奥村 貢（おくむら こう、1929年1月18日 - 2017年11月6日）は、日本の作曲家、編曲家、指揮者である。大阪府出身。血液型はB型。株式会社貢ミュージック代表。大阪音楽大学中退（在学中に父の急逝のため）。

## 人物
NHK大阪放送局新人オーディションの審査員を20年間務めていた。特にドラマの音楽を多く登板している。子供番組においても力を尽くしており、NHK教育の『いってみようやってみよう』では、放送開始から終了まで音楽を手掛けた。2017年11月6日、逝去。88歳没。

## 主な作品

### テレビ・ラジオ番組
- NHK朝の連続テレビ小説
  - 『おはようさん』（NHK大阪）（1975年-1976年）
  - 『風見鶏』（NHK大阪）（1977年-1978年）
- 『NHK歌謡ホール』（NHK）
- 『ステージ101』（NHK）
- 『NHK紅白歌合戦』（NHK）
- 『ふたりのビッグショー』（NHK）
- 『BS日本のうた』（NHK）
- 『ニュースワイド630』（NHK大阪） - テーマ、BGM
- 『きんきTODAY』（よみうりテレビ） - ED曲「たそがれメッセージ」
- 『いってみようやってみよう』（NHK教育）（1985年-2004年）
- ドキュメンタリー『スペシャルセレクション』（岡山放送）
- 『もうひとつの好奇心!』（岡山放送）
- 『ありがとう浜村淳です』（MBSラジオ）
- 『毎日放送ダイナミックナイター』（MBSラジオ）
- 『世界一周双六ゲーム』（朝日放送）
- 『ABOBAゲーム』（朝日放送）
- 『全日本有線放送大賞』（よみうりテレビ） - 1992年頃まで、OPテーマ作曲は中元経一

その他毎日放送制作昼ドラ（妻そして女シリーズ、ドラマ30）、よみうりテレビ朝の連続ドラマ、March｢We Love Osaka」（大阪府吹奏楽連盟30周年記念作品）などがある。

## 審査員歴
- NHK大阪放送局新人オーディション（ポピュラー音楽の部）
- NHK民謡ヤングフェスティバル
- 全関西ブラスバンドコンクール
- ベコーシャンソンコンテスト

他